# Позначення, що використовуються в найменуваннях таксонів
Скорочення та інші позначення, що використовуються в назвах біологічних таксонів.

## Загальні правила
- Назви таксона в ранзі вище виду рекомендовано писати з великої літери[1].
- Раніше допускалось написання видових епітетів з великої літери в тому випадку, якщо вони утворені від імені або прізвища, але зараз усі видові епітети пишуть з малої літери.
- Епітети, що позначають культивари, пишуться з великої літери (див. cv.).

## Перелік позначень

### aggr.
- aggr. (скор. від лат. aggrego) — неформальна група схожих видів

### anon.
- anon. (скор. від лат. anonymus) — автор невідомий

### auct.
- auct. (скор. від лат. auctorum) — у авторів, у різних авторів

### auct. pl.
- auct. pl. (скор. від лат. auctorum plurimorum) — у різних авторів

### candidatus
- candidatus (лат.) — кандидат, здобувач; в мікробіології слово, що передує назві таксона й вказує на те, що даний мікроорганізм допоки не культивований (тобто типові штами даного мікроорганізму ще не депоновані, що наразі є обов'язковою умовою визнання його назви)[1]

Приклад: Candidatus Brocadia anammoxidans Jetten et al.

### cf.
- cf. (скор. від лат. confer) — непідтверджена ідентифікація

Приклади:
- cf 1963. Pteridinium simplex Glaessner

### comb. nov.
- comb. nov. (скор. від лат. combinatio nova) — нова комбінація, тобто є комбінація, утворена від раніше оприлюдненої законної назви[2]

### convar.
- convar. (скор. від лат. convarietas) — група різновидів

### ct.
- ct. (скор. від лат. chemotypus) — хемотип (виділена з таксона група організмів, що має властивість до утворення тих чи інших хімічних речовин)

Приклад: Thymus vulgaris ct=thymol — Тим'ян звичайний, тимольний тип

### cv.
- cv. (скор. від лат. cultivar) — культивар (група рослин, що підтримується культивуванням)

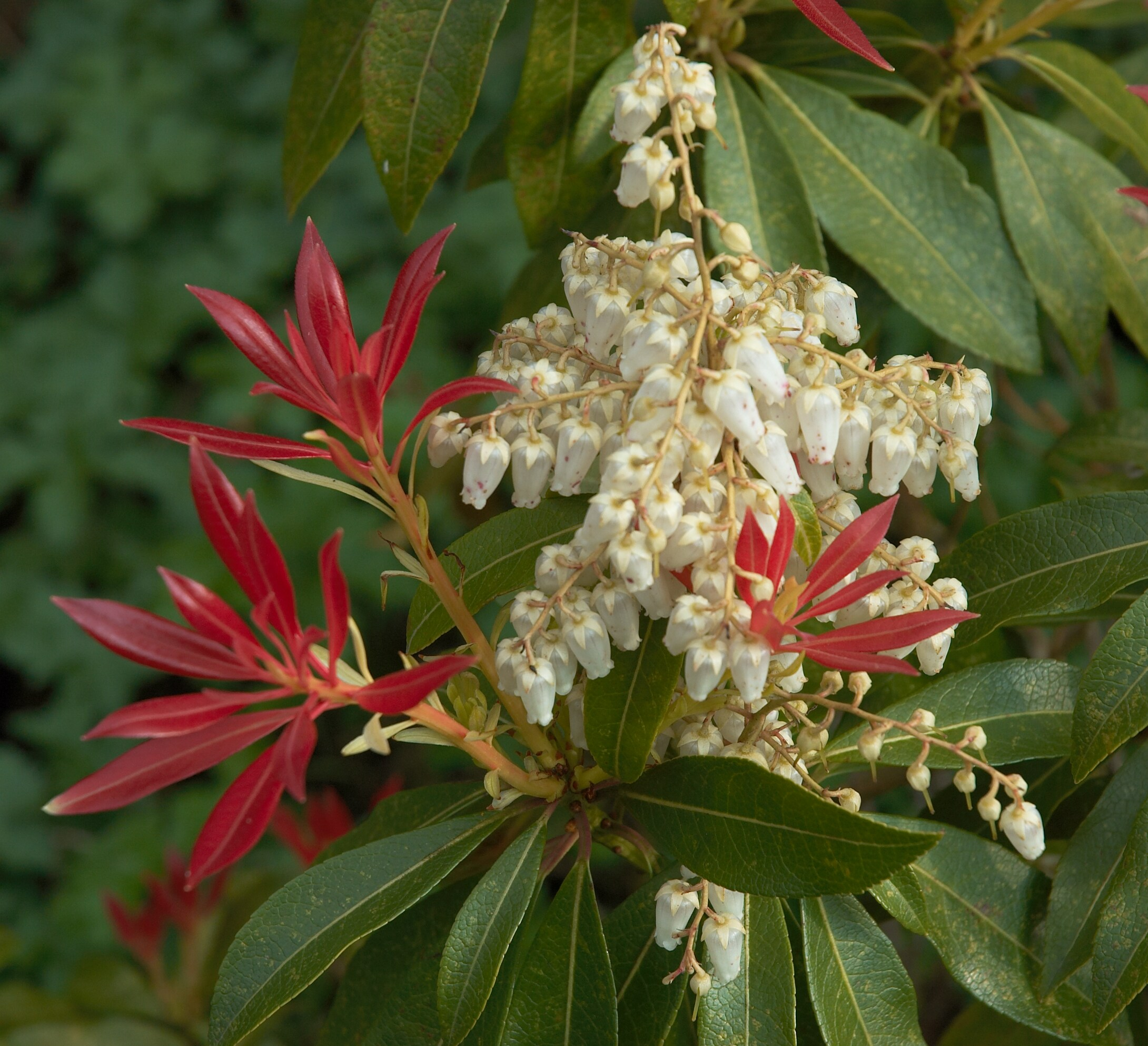

Назва сорту пишеться після назви таксона (роду, виду, підвиду). Використовується два варіанти запису назви культивару: ця назва може відділятись від назви таксона позначенням cv., а може братись в одинарні лапки (в другому випадку скорочення cv. не використовується).
Приклади запису назви для одного з сортів пієріса японського — Forest Flame (на фотографії):
- Pieris formosa cv. Forest Flame
- Pieris formosa ‘Forest Flame’

### emend.
- emend. (скор. від лат. emendavit) — виправив, переробив

### et
- et (лат.) і, й, та

### et al.
- et al. (скор. від лат. et alii) — та інші; позначення використовується для скороченого запису переліку авторів цього таксона; це скорочень широко використовується й у інших областях науки

Приклад: замість запису Petasites hybridus (L.) G.Gaertn., B.Mey. & Scherb. допустимо використовувати скорочений запис Petasites hybridus (L.) G.Gaertn. et al.

### ex
- ex (лат.) — з, відповідно до, згідно з

1. в ботаніці використовується для зв'язку прізвищ двох авторів, другий з яких дійсно оприлюднив назву таксона, запропоновану, але дійсно не оприлюднену першим;
2. в зоології та бактеріології використовується для зв'язку прізвищ двох авторів, з яких перший опублікував назву таксона, запропоновану, але не опубліковану другим

### f.
- f., или fil. (скор. від лат. filius) — син

Приклад: Hook. — скорочення прізвища ботаніка Вільяма Джексона Гукера; Hook.f. — скорочення прізвища його сина, ботаніка Джозефа Долтона Гукера
- f. (скор. від лат. forma) форма — в ботаніці: слово, що входить у назву таксона й вказує на відповідний ранг цього таксона

### fil.
- fil. — див. f.

### hort.
- hort. (скор. від лат. hortulanorum) — у садівників; в ботаніці використовується для указання садівничого походження назви

Приклад: Dioscorea illustrata hort. ex W.Bull — запис значить, що ботанік W. Bull дійсно оприлюднив назву даного виду, що вже до нього використовувалась у садівництві

### in
- in (лат.) — в; використовується для зв'язку прізвищ двох авторів, з котрих другий був видавцем або автором усієї роботи, а перший відповідальним за дійсне оприлюднення (опублікування) або придатність назви таксона

Приклад: Pimpinella hookeri C.B.Clarke in Hook.f. — це значить, що Чарлз Берон Кларк оприлюднив назву виду в роботі Джозефа Долтона Гукера.

### incertae sedis
- incertae sedis (лат.) — невизначене становище; вираз, вказує на те, що становище таксона в системі нечітке

### ined.
- ined. (скор. від лат. ineditus) — не опубліковано; пишеться після назви таксона, щоби показати, що ця назва дотепер ще не опублікована (не оприлюднена)

### MS
- MS (скор. від лат. manuscriptum) — рукопис; пишеться після назви таксона, щоби показати, що ця назва не була опублікована (оприлюднена), а згадувалась іншим чином

### nec
- nec (лат.) — і не; використовується в конструкції non… nec для пояснення, що даний таксон не слід розуміти ні в тому сенсі, що вказаний після слова non, ні в тому сенсі, що вказаний після слова nec (зазвичай це стосується таксономічних омонімів)

Приклад: Bartlingia Brongn. (1827) non Rchb. (1824) nec F.Muell. (1877) — запис значить, що розглядається таксон Bartlingia, описаний Адольфом Теодором Броньяром у 1827 році, а не таксони, котрі в 1824 й 1877 роках відповідно Людвіг Райхенбах та Фердінанд фон Мюлер дали те ж ім'я

### nom. ambig.
- nom. ambig. (скор. від лат. nomen ambiguum) — двозначна назва; назва, що різними авторами використовувалось для найменування різних таксонів

### nom. dub.
- nom. dub. (скор. від лат. nomen dubium) — назва сумнівна; дана назва має невизначене використання або з причини неможливості задовільної типіфікації, або через неможливість встановити, до якого таксона має бути віднесений номенклатурний тип даної назви[3]

### nom. cons.
- nom. cons. (скор. від лат. nomen conservandum)

1. в ботаніці: законсервована назва таксона; використання такої назви офіційно дозволено, незважаючи на те, що вона суперечить одному або декільком положенням Міжнародного кодексу номенклатури водоростей, грибів та рослин (МКБН)
Приклад: Amborellaceae Pichon, nom. cons. (1948)
2. в зоології: збережена назва таксона; використання такої назви офіційно дозволено, незважаючи на те, що воно суперечить одному або декільком положенням Міжнародного кодексу зоологічної номенклатури (МКЗН)

### nom. illeg.
- nom. illeg., або nom. illegit. (скор. від лат. nomen illegitimum) — незаконна назва; назва таксона, не відповідає статтям відповідного номенклатурного кодексу, хоча й дійсно оприлюднена (опублікована); прикладом незаконної назви може бути омонім (назва, орфографічно ідентична іншій, але основана на іншому номенклатурному типі)

### nom. inval.
- nom. inval. (скор. від лат. nomen invalidum) — недійсна (невалідна) назва таксона

### nom. nov.
- nom. nov. (скор. від лат. nomen novum) — нова назва; назва таксона, що запропонована та оприлюднена (опублікована) з метою заміни більш ранньої назви; дане скорочення може відноситись до назви лише того таксона, який був відомий і раніше, але під іншою назвою

### nom. nud.
- nom. nud. (скор. від лат. nomen nudum) — назва «гола»; назва, оприлюднена (опублікована) без супроводу відповідним описовим матеріалом

### nom. prov.
- nom. prov. (скор. від лат. nomen provisorum) — попередня (заздалегідь запропонована) назва ще не оприлюдненого таксона

### nom. rej.
- nom. rej., nom. rejic. (скор. від лат. nomen rejiciendum) — назва відхилена; назва, використання якої офіційно відхилено (зазвичай у зв’язку з наданням переваги іншій назві)

### non
- non (лат.) — не

1. використовується для того, щоби вказати, в якому сенсі слід розуміти дану назву (зазвичай це стосується таксономічних омонімів)
Приклад: Pfeifferella Labbe (1899) non Buchanan (1918) — запис значить, що розглядається таксон Pfeifferella Labbe (1899), а не таксон Pfeifferella Buchanan (1918)
2. використовується в конструкції non… nec для пояснення, що даний таксон не слід розуміти ні в тому сенсі, який вказаний після слова non, ні в тому сенсі, який вказаний після слова nec
Приклад див. у розділі nec
3. використовується в конструкції sensu… non для пояснення, що даний таксон розуміється в сенсі, що вказаний після слова sensu, а не в тому, що вказаний після слова non
Приклад: див. у розділі sensu.

### nothof.
- nothof. (скор. від лат. nothoforma) — гібридна форма (аналог рангу форма для гібридів); скорочення nothof. використовується за аналогією зі скороченням f.

### nothosubsp.
- nothosubsp. (скор. від лат. nothosubspecies) — гібридний підвид (аналог рангу підвид для гібридів); скорочення nothosubsp. використовується за аналогією зі скороченням subsp.

### nothovar.
- nothovar. (скор. від лат. nothovarietas) — гібридний різновид (аналог рангів різновид або варієтет для гібридів); скорочення nothovar. використовується за аналогією зі скороченням var.

### orth. var.
- orth. var. (скор. від лат. varietas orthographia або англ. orthographic variant) — орфографічний варіант; наприклад, неправильний варіант напису назви таксона або варіант за правилами іншого кодексу біологічної номенклатури.

Приклади невірних варіантів напису назви роду Mammillaria Haw. з родини Кактусові:
- Mamillaria F.Rchb., orth. var.
- Mammilaria Torr. & A.Gray, orth. var.

 Приклад орфографічних варіантів, що виникли при перенесенні таксона в інше царство:
- Labyrinthulomycota Whittaker 1969, mycol. orth. var.
- Labyrinthista Caval.-Sm. 1989, zool. orth. var.

### s. l.
- s. l. — див. sensu lato

### s. s.
- s. s. — див. sensu stricto

### s. str.
- s. str. — див. sensu stricto

### sect.
- sect. (скор. від лат. sectio) — секція; в ботаніці: слово, що входить у назву таксона та вказує на відповідний ранг цього таксона

### sensu
- sensu (лат.) — у сенсі

1. використовується для пояснений, в якому сенсі розуміється ця назва;
2. використовується у конструкції sensu… non для пояснення, що даний таксон розуміється в сенсі, який зазначений після слова sensu, а не в тому, який зазначений після слова non
Приклад: Rosa majalis Herrm. (1762) (syn. Rosa cinnamomea sensu L. 1759, non 1753) — запис значить, що назва Rosa cinnamomea L. (1759) є синонімом вірної назви Rosa majalis Herrm. (1762), в той час як назва Rosa cinnamomea L. (1753) таким синонімом не є

### sensu lato
- sensu lato (лат.) — у широкому сенсі; вираз, що додається до назви таксона з метою уточнити, що об’єм цього таксона розуміється в «широкому» сенсі

### sensu stricto
- sensu stricto (лат.) — у вузькому сенсі; вираз, що додається до назви таксона з метою уточнити, що об’єм цього таксона розуміється у «вузькому» сенсі

### ser.
- ser. (скор. від лат. series) — ряд, або серія; в ботаніці: слово, що входить до назви таксона й вказує на відповідний ранг цього таксона

### sp.
- sp. (скор. від лат. species) — вид; використовується після родової назви й означає, що таксон визначений із точністю до роду (наприклад, у описі, на зображенні, в каталозі, на ціннику)

### spp.
- spp. (скор. від лат. species) — види; використовується після родової назви

1. Використовується як збірний видовий епітет для позначення всіх таксонів, що входять у рід
2. При використанні в переліку таксонів роду: значить усі інші таксони, що входять у цей рід, котрі не включені в даний список
Приклад: Viola spp. — окрема сторінка на сайті GRIN наряду зі сторінками інших таксонів, що входять у рід Viola

### ssp.
- ssp. (скор. від лат. subspecies) — підвид; див. subsp.

### subf.
- subf. (скор. від лат. subforma) — підформа; в ботаніці: слово, що входить у назву таксона й вказує на відповідний ранг цього таксона

### subg.
- subg. (скор. від лат. subgenus) — підрід; в ботаніці: слово, що входить у назву таксона й вказує на відповідний ранг цього таксона

### subgen.
- subgen. (скор. від лат. subgenus) — підрід; в ботаніці: слово, що входить у назву таксона й вказує на відповідний ранг цього таксона

### subsect.
- subsect. (скор. від лат. subsectio) — підсекція; в ботаніці: слово, що входить у назву таксона й вказує на відповідний ранг цього таксона

### subser.
- subser. (скор. від лат. subseries) — підряд, або підсерія; в ботаніці: слово, що входить у назву таксона й вказує на відповідний ранг цього таксона

### subsp.
- subsp. (скор. від лат. subspecies) — підвид; в ботаніці й бактеріології: слово, що входить у назву таксона й вказує на відповідний ранг цього таксона (в зоологічних таксонах, що мають ранг підвиду, використовується триноміальна форма, що не включає додаткового слова)

Приклад: Linnaea borealis subsp. longiflora (Torr.) Hulten

### subvar.
- subvar. (скор. від лат. subvarietas) — підрізновид; в ботаніці: слово, що входить у назву таксона й вказує на відповідний ранг цього таксона

### supersect.
- supersect. (скор. від лат. supersectio) — надсекція; в ботаніці: слово, що входить у назву таксона й вказує на відповідний ранг цього таксона

### syn.
- syn. (скор. від лат. synonymum) — синонім; у скороченому вигляді слово використовується перед назвою таксона, якщо необхідно показати, що дана назва є синонімом тієї назви, яка повинна використовуватись для розглядуваного таксона; для цієї ж мети зрідка використовується скорочення син.; нерідко ці скорочення й назви, що йдуть за ними додатково розміщуються в квадратних дужках.

Приклад: Petasites spurius [syn. Tussilago spuria]
Див. також: Базіонім

### typ. cons.
- typ. cons. (скор. від лат. typus conservandus) — збережений номенклатурний тип (номенклатурний тип, що має бути законсервований); дійсно оприлюднена назва може бути збережена (законсервована) як правильна для таксона, в який не включено його номенклатурний тип, лише у випадку, якщо ця назва буде збережена (законсервована) з новим номенклатурним типом, який буде позначений як typ. cons.

### var.
- var. (скор. від лат. varietas)

1. різновид — в ботаніці: слово, що входить у назву таксона й вказує на відповідний ранг цього таксона
Приклад: Petasites frigidus var. palmatus (Aiton) Cronquist
2. варієтет — в зоології: слово, що входить у назву таксона й вказує на відповідний ранг цього таксона
3. варієтет — в бактеріології: синонім слова «підвид» (лат. subspecies)

### ()
- () ознака подвійного цитування; вказує, що мала місце зміна систематичного розташування рангу — при цьому скорочення початкового автора ставиться в круглі дужки

- Petasites frigidus (L.) Fr. — приклад подвійного цитування при переміщенні виду з одного роду в інший. Карл Лінней спочатку помістив даний вид у рід Мати-й-мачуха (Tussilago) під назвою Tussilago frigida, пізніше Еліас Магнус Фріс відніс цей вид до роду Petasites й дійсно оприлюднив нове сполучення.
- Polulus canescens (Aiton) Smith — приклад подвійного цитування при зміні таксономічного рангу. Вільям Айтон дійсно оприлюднив назву нового різновиду виду Polulus canescens — Polulus canescens var. canescens Aiton. Пізніше Ендрю Сміт показав, що даний різновид слід вважати самостійним видом і дійсно оприлюднив для нього назву Polulus canescens (Aiton) Smith.

### []
- [] квадратні дужки

1. в ботаніці: використовуються для вказування прізвища автора даної назви в тому випадку, якщо назва була присвоєна таксона раніше вихідної дати (1 травня 1753)
Приклад: Lupinus [Tourn.] L. — запис значить, що назва Люпину, Lupinus, дійсно оприлюднена Карлом Ліннеєм, була дана цьому роду Жозефом Піттоном де Турнефором, але він оприлюднив цю назву до вихідної дати
2. в зоології: використовується для вказання прізвища автора даної назви в тому випадку, якщо назва була спочатку опублікована анонімно
3. текст у квадратних дужках, що міститься після назви таксона, є пояснювальним: наприклад, у таких дужках можуть бути вказані його синоніми або ті таксони, результатом схрещування яких є таксон, що описується

### +
- + знак щеплення

1. знак додавання ставиться перед назвою так званого щепленого гібриду — у такого гібрида тканини прищепи й підщепи змішуються, утворюючи нові пагони, що несуть ознаки обох видів.
Це рідке явище, відомо всього декілька подібних прикладів:
-  + Laburnocytisus (щеплений гібрид лабурнум-рокитник): прищепа — жарновець (Cytisus), прищеплений на лабурнум (Laburnum).

2. знак додавання між двох назв таксонів значить результат нестатеве схрещення цих таксонів

### ×
- × знак гібридного походження

1. знак множення перед видовим епітетом таксона значить гібридне походження цього таксона (природне або штучне)
Приклад: Viola × wittrockiana Gams ex Hegi
2. знак множення перед найменуванням роду використовується для позначення міжродового гібриду
Приклад: × Hookerara hort.
3. знак множення між двома або більшою кількістю назв таксонів значить результат схрещування цих таксонів
Приклад 1: Forsythia × intermedia Zabel [= Forsythia suspensa (Thunb.) Vahl × Forsythia viridissima Lindl.]
Приклад 2: × Sorbocotoneaster Pojark. [= Sorbus L. × Cotoneaster Medik.]

### &
- & див. et